# Palacio de Bemposta
El palacio de Bemposta o palacio de la Reina (en portugués paço da Rainha), es un palacio neoclásico de Portugal situado en Lisboa próximo a la plaza de los Mártires de la Patria (campo dos Mártires da Pátria). Está considerado como «Inmueble de Interés Público» (IIP). Anexa al palacio, la capilla es, desde el 19 de febrero de 2002, Monumento Nacional (MN).
Fue construido originalmente para la reina viuda Catalina de Braganza a su regreso de Londres a Lisboa y sirvió durante muchos años como su residencia. Luego pasó a la Casa del Infantado de Portugal (propiedad del hijo menor del Rey de Portugal), antes de convertirse en la residencia de Juan VI de Portugal hasta su muerte. Después de que la Reina María II de Portugal transfiriera su título al Ejército, se convirtió en la Academia Militar Portuguesa.

## Historia

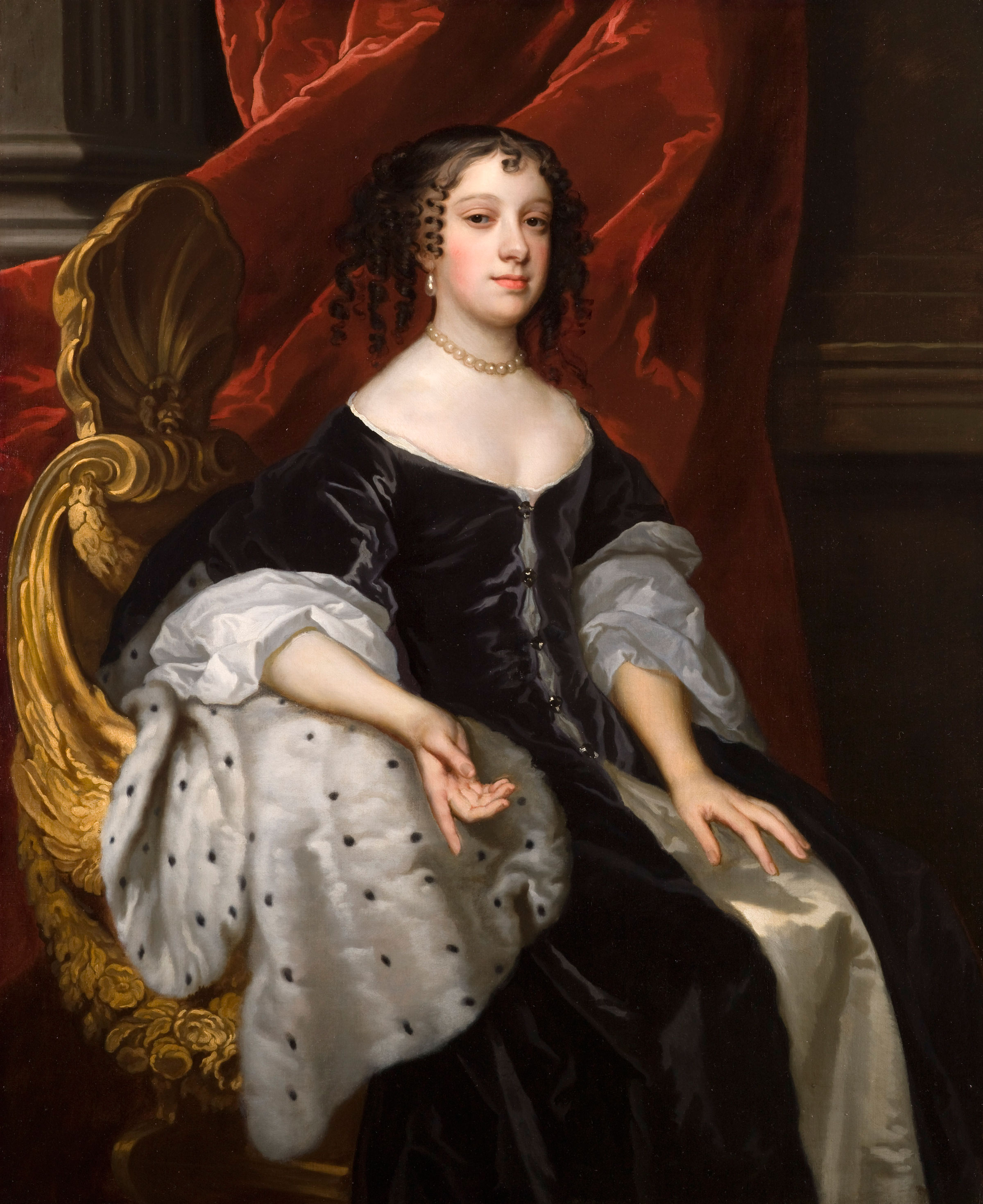
La reina Catalina de Braganza

Ocho años después de la muerte de Carlos II de Inglaterra (en 1685), que no dejó ningún hijo legítimo como heredero al trono, la reina Catalina de Braganza, hija de Juan IV de Portugal, regresó a Portugal en 1693. Sin casa en Lisboa, residió durante un tiempo en las casas de varios nobles, como la del conde de Redondo en Santa María o el palacio del conde de Aveiras, en Belém. Decidió comprar a Francisca Pereira Teles las casas nobles y los terrenos de la zona de Bemposta, en el centro de Lisboa, para construir su residencia. Allí existía una capilla de 1501 y pidió al arquitecto João Antunes (1642-1712) que incorporara una capilla bajo la advocación de Nossa Senhora da Conceição (Nuestra Señora de la Concepción). El proyecto se inició en 1694, y Antunes se incorporó en 1702, y en ese año la reina ya había comenzado a vivir en el palacio. El edificio fue una construcción mixta: se utilizó piedra caliza y mármol en muchas de las florituras, pero la estructura se construyó con acero reforzado, madera y mampostería.
Catalina murió aquí el 31 de diciembre de 1705, dejando en su testamento el Palacio de Bemposta a su hermano, el rey Pedro II de Portugal, quien en 1668 se había convertido en regente en nombre de su hermano mayor, mentalmente inestable, Afonso VI de Portugal y rey en 1683. El 29 de octubre de 1706 se construyó una capilla real.
En 1707, el rey Juan V, convirtió la casa y los terrenos en parte de la Casa del Infantado, para que se convirtiera en la residencia de los infantes del reino de la monarquía portuguesa, como el infante Francisco, duque de Beja, rey hermano de Juan V y Señor del Infantado, y su hijo João da Bemposta, llamado así por haber residido en palacio.
Tras el terremoto de Lisboa de 1755, el palacio necesitó una amplia reconstrucción, incluida la capilla real, que quedó completamente destruida. Bajo la dirección de Manuel Caetano de Sousa (1742-1802), se remodeló el edificio y se construyó una elaborada capilla, con vestíbulo y nave rectangulares y mosaicos policromados. En el altar mayor, un retrato de la Familia Real, la Reina María I y el Infante Juan con la corte, en una representación iconográfica de Lisboa, vista desde el Castillo de San Jorge. El éxito de la capilla, se debió a la contribución de los ebanistas de la Iglesia de San Roque (y en particular de la Capilla de San Juan Bautista). Una estética de diseño similar fue también aportada por la Capilla Real del Palacio de Queluz. El Palacio de Bemposta tenía sus propios cantores (desde 1759) que incorporaban un organista y cantores, que eran contratados y actuaban regularmente en Lisboa. Pero, el órgano ya había sido trasladado al Palacio de Queluz en 1778.
En 1798 el palacio ya se había abandonado y searruinaba.
En 1803, el Príncipe Regente, (futuro Rey Juan VI) vivió en Bemposta. Incluso después del regreso de la Familia Real, en 1821, Juan volvió a Bemposta, y con la intención de hacer la residencia más habitable, inició varias reformas en 1822, 1824 y 1825, principalmente en las habitaciones detrás de la capilla y en la planta cercana a los jardines. En Bemposta se desarrolló la política del reinado de Juan VI: incluyendo los acontecimientos de las insurrecciones conocidas como la Vila-Francada y la Abrilada, y su muerte (murió en sus aposentos personales, el 10 de marzo de 1826).

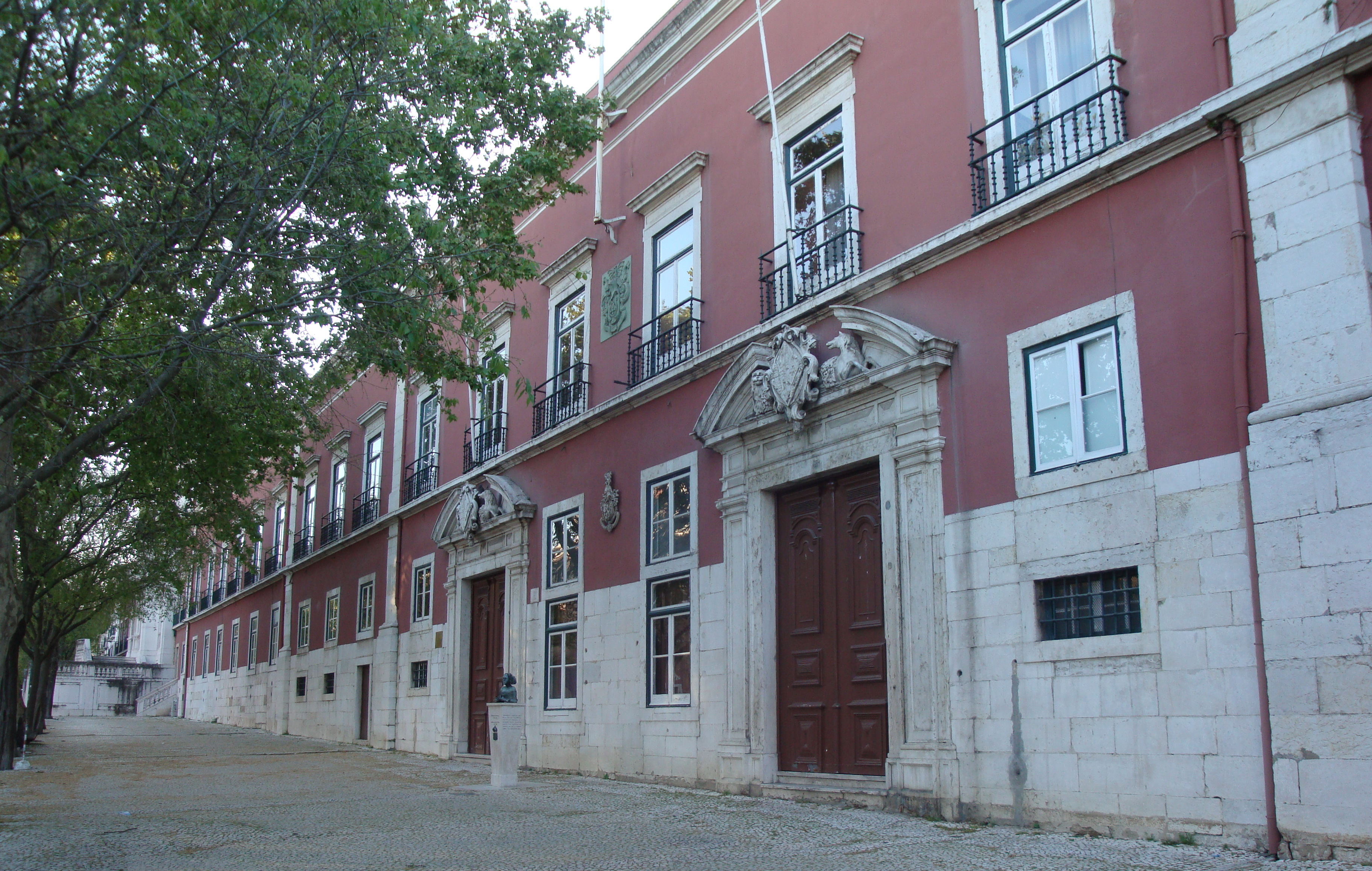
El ala este del palacio.

En 1828, el rey Miguel comenzó a celebrar audiencias semanales en el Palacio.
La designación como Casa do Infantado fue retirada en 1833, y el Palacio se incorpora a la propiedad de la Corona. Hasta el 18 de marzo de 1834, una administración política formal ocupó el Palacio de Bemposta, pero fue desalojado y devuelto a los bienes de la Corona bajo la Reina María II. Sin embargo, la Reina transfirió el palacio al Ejército en 1837, donde, a partir de 1851, comenzó a funcionar como Academia del Ejército (tras una amplia remodelación en 1850-1851), donde, bajo el mando del General Bernardo de Sá Nogueira de Figueiredo, 1º Marqués de Sá da Bandeira, se amplió el edificio y se remodeló su interior. En 1853, la capilla, que hasta entonces era una ermita privada, pasó a estar abierta a la comunidad religiosa. Con los cambios en la planificación urbana de Lisboa, el área frente al palacio se redujo, y el tráfico a lo largo de la avenida provocó el acortamiento de la escalera principal exterior en 1860 (con el ensanchamiento de la carretera).
En 1944, hubo una restauración completa de la capilla, seguida en 1997 por una renovación de los sistemas eléctricos y de prevención de incendios para cumplir con los estándares de seguridad.
El 13 de septiembre de 1999, la Direcção-Geral dos Edifícios e Monumentos Nacionais (DGEMN) (Dirección General de Edificios y Monumentos Nacionales) inició un análisis del estado arquitectónico. El Palacio pertenece a la Academia Militar Portuguesa, y el escudo de armas de la Reina Catalina todavía es visible sobre las puertas principales del edificio.
En 2001, se instaló un monumento a la reina Catalina frente a la fachada del edificio.

## Arquitectura

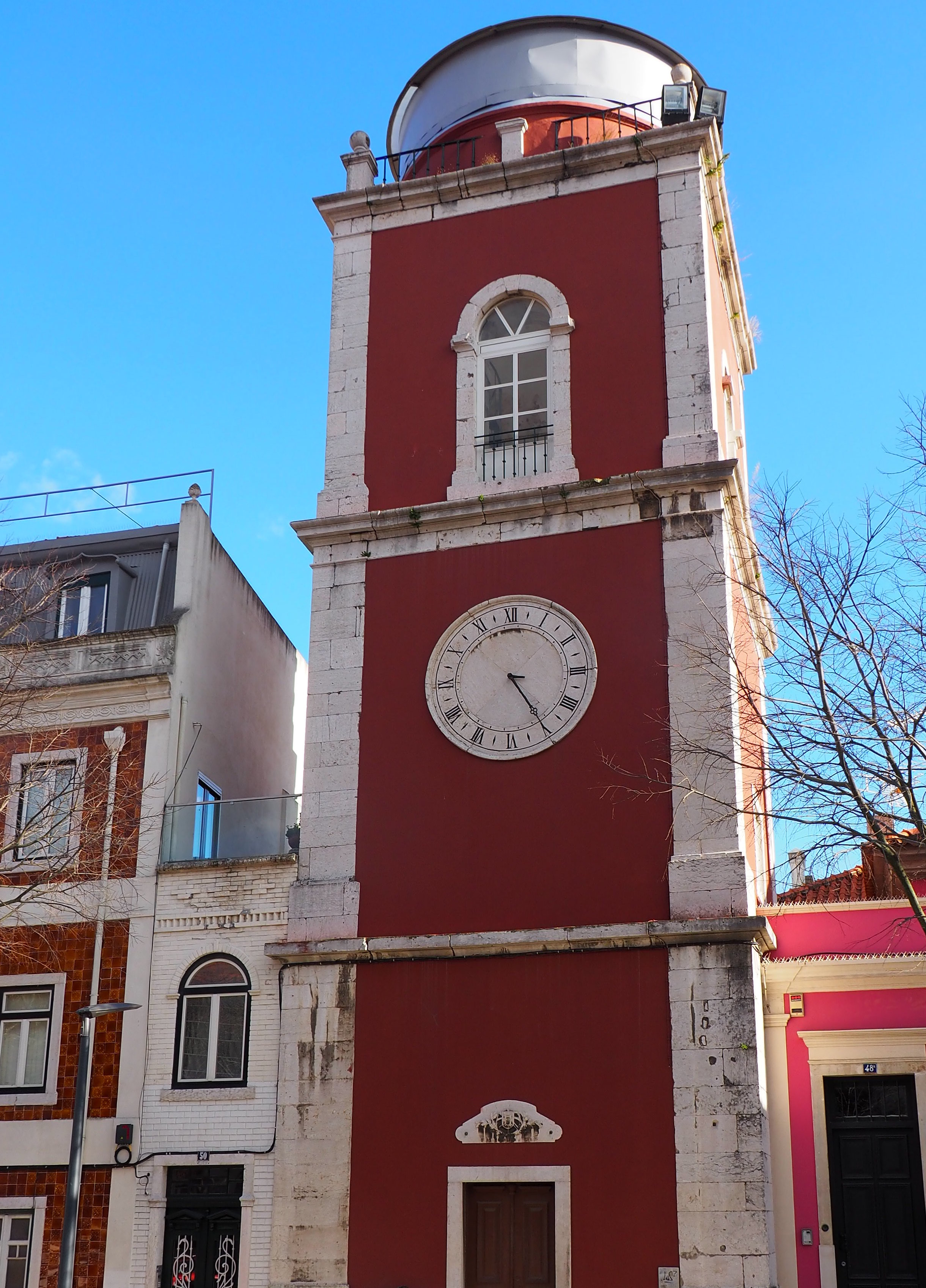
La torre del reloj del palacio.

El Palacio de Bemposta está ubicado en el Largo do Paço da Rainha en el límite este de Pena con Anjos . El edificio principal, utilizado por la academia militar, da al Largo ( plaza ) frente a la torre del reloj y al Palacio de Mitelo, en las proximidades del Quartel do Cabeço da Bola, Jardim do Campo Mártires da Pátria (Jardín del Campo Mártires de la Patria ) y e. Hospital Miguel Bombarda.
La fachada frontal incluye dos escaleras que se dirigen al piso principal y una veranda con balaustres. La puerta principal en arco está flanqueada por dos conjuntos de ventanas altas, mientras que la veranda del piso secundario con la ventana principal también está flanqueada por otros dos conjuntos (la ventana central, mucho más alta que las demás, está coronada por un escudo esculpido de la familia real). Esta fachada se completa con un muro triangular adornado por el relieve de dos serafines adorando a la Virgen María (del escultor Joaquim de Barros Laborão, coronado por una cruz sobre un pedestal. En el atrio de la capilla hay dos hornacinas con las estatuas de Isabel de Portugal y Juan el Bautista (iniciadas por José de Almeida y completadas por Barros Laborão).

### Capilla

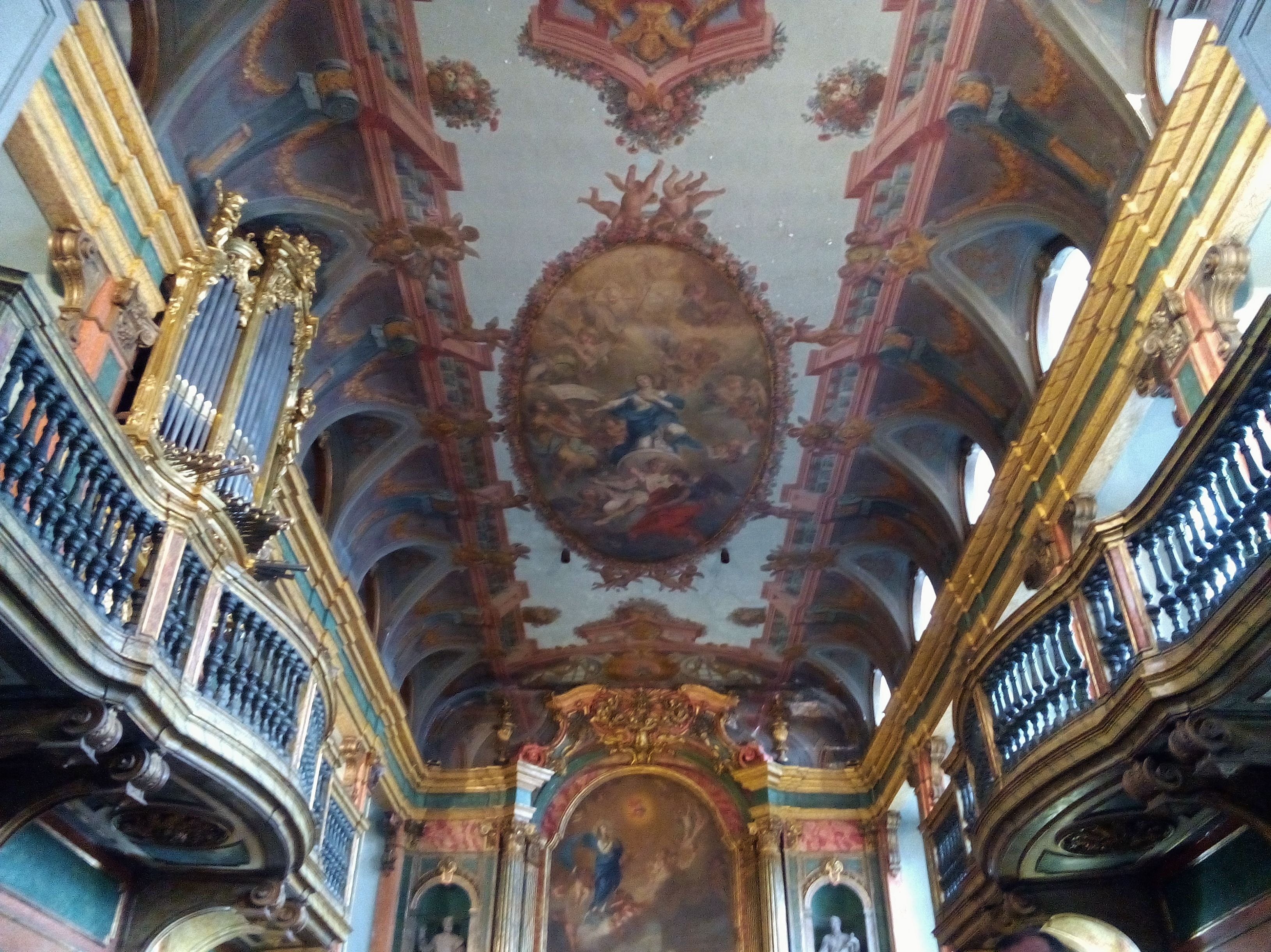
La capilla del palacio, diseñada por José Troni y Thomas F. Hickey.

En la capilla principal, hay una figura de la patrona, del pintor José Troni, con cuadros de la familia real en primer plano (entre ellos María I, Juan VI y Carlota Joaquina) realizados por el pintor inglés Thomas F. Hickey. En el techo de la capilla, en un molde ovalado, hay una pintura de la Virgen atribuida a Pedro Alexandrino de Carvalho (1730-810). A lo largo de las paredes laterales hay púlpitos delimitados por balaustres, mientras que en el lado izquierdo está el órgano. Los altares laterales, a excepción de la segunda epístola, están marcados con la sigla de Pedro Alexandrino. En el techo, en medio de una compleja escena barroca, se encuentra una pintura de Pedro Alexandrino que representa la Asunción de María, rodeada por una corona de querubines y cuatro doctores de la iglesia: San Agustín, San Ambrosio, San Gregorio Magno y San Jerónimo, mientras que el pintor completa también un cuadro de la Transfiguración en el techo de la capilla. La sacristía, con acceso por el lado izquierdo del altar mayor, está revestida de azulejos policromados, con una mesa de credenciales realizada en madera de Brasil.